# Szaga van
A Szaga van (eredeti munkacímén "Térdre a nép előtt") az Edda Művek együttes nyolcadik albuma, amely 1989-ben jelent meg. Digitálisan feljavított CD-kiadása 2001-ben került kiadásra, eredetileg kizárólag bakelitlemezen és kazettán volt elérhető.

## Áttekintés
Ez az album a rendszerváltás hangulatában készült, jóval szókimondóbb szövegekkel. Az album borítóján egy mérges, kopasz fejű Pataky grafikája látható, aki egy Magyarország sziluettjével díszített konzervet készül megenni villával. A fekete háttér, a Pataky által viselt piros ruha, és a sárga asztal pedig a német zászló színeit adják ki. A borító Deák Tamás munkája. Ugyan 1989-ben már szabadabb volt a légkör, az állambiztonság is felfigyelt erre, ugyanis az Állambiztonsági Szolgálatok Történelmi Levéltárában fellelt irat alapján rögzítették, hogy a "Még kér a nép" (sic) című lemez tervezett borítóján Pataky Attila térdel egy nyitott konzervdoboz előtt, melyből az MSZMP volt elnöke, Kádár János néz ki. Miután a lemez kiadásával szinte egy időben elhunyt Kádár János, okafogyottá és kegyeletsértővé vált volna a lemezborító, így azt átalakították, és a lemez címét is átírták. A nyitószám, a Mi vagyunk a rock érthető az egész magyarságra, nemcsak a rockrajongókra, hogy a derekuk nem hajlik kellőképpen. Az átmeneti állapot miatt „a frász tör ki mindenkit, pedig mindent, mindent lehet”, miközben a hatalomátmentők új műsora lassan készül el, és hamis a dallama, ennek ellenére újra és újra nekifutnak – sikertelenül. A következő szám, a Tűzközelben fájdalmasan kiáltja oda a világnak, hogy „elégették belőlem mindazt, ami szép volt”, miközben mindenki fél valamitől vagy valakitől. A dal szerint az apák szenvedéseit a fiaik génjeikben hordozzák tovább, még akkor is, ha nekik már nem kell megélniük sok rosszat.
A Főnök voltál Kádár Jánosra utal, akinek lejárt az ideje, már nem ismernek rá, jelszavai elkoptak. Az indulatos „Tűnj el!” kifejezés nyomatékosítja a társadalmi felzúdulást és türelmetlenséget az ellen, aki egykoron kés volt – ez utalás 1956 eltiprására és általában véve az elnyomó rendszerre –, de mára már életlen. A címadó Szaga van! a felelősség áthárításáról, a becsületesség semmibe vételéről szól. A kisemberek keresik a tájékozódási pontokat, de becsapva érzik magukat, ezért van szaga a szabadságnak és a jövőképnek is. Az eredetileg címadó Térdre a nép előtt önmagáért beszél, a demokrácia alapvetését sulykolja. Ezzel kapcsolatban Pataky azt mondta el 2019-ben, hogy itt tulajdonképpen úgy jártak el, mint a dalszövegeknél: azokba beleírtak olyan sorokat, amelyeket a cenzúra kihúzhatott, a maradékkal pedig átmehetett az üzenet, a borító és az albumcím vonatkozásában is beadtak két-három változatot, amiről tudták, hogy úgyis le fogják tiltani őket, így maradhatott az, amelyiket szerették volna. Azaz a jelentésben szereplő információ az állambiztonság megtévesztése volt, s így azt a borítót használhatták, amelyiket szerették volna.
A dalok java részéről elmondható, hogy rendszerváltó hangulatú ("Mi vagyunk a rock", "Tűzközelben", "Főnök voltál", "Szaga van", "Térdre a nép előtt"), van, amelyik a vasgyári munkások érzéseit testesíti meg ("Tűzközelben"), de van köztük Pataky elhunyt apjához írt dal ("Csendes ember"), és szerelmi ballada ("Amikor még").
A kör című musical egyik pillére a lemez a tekintetben, hogy három szám szólal meg róla: a címadó dal mellett a Mi vagyunk a rock és a Tűzközelben, sőt, utóbbi nyitja a darabot.

## Számok listája
| #  | LP # | Cím                   | Szerző                                    | Hossz |
| -- | ---- | --------------------- | ----------------------------------------- | ----- |
| 1  | A1   | Mi vagyunk a rock     | Pataky Attila, Gömöry Zsolt               | 3:24  |
| 2  | A2   | Tűzközelben           | Pataky Attila, Gömöry Zsolt               | 4:10  |
| 3  | A3   | Főnök voltál          | Pataky Attila, Gömöry Zsolt               | 3:16  |
| 4  | A4   | Régi barátság         | Pataky Attila, Gömöry Zsolt               | 4:35  |
| 5  | A5   | Csendes ember         | Pataky Attila, Alapi István, Gömöry Zsolt | 4:36  |
| 6  | B1   | A törvény             | Pataky Attila, Gömöry Zsolt               | 3:45  |
| 7  | B2   | Szaga van             | Pataky Attila, Gömöry Zsolt               | 3:53  |
| 8  | B3   | Szeretem a gyerekeket | Pataky Attila, Gömöry Zsolt               | 3:46  |
| 9  | B4   | Térdre a Nép előtt    | Pataky Attila, Gömöry Zsolt               | 3:19  |
| 10 | B5   | Amikor még...         | Pataky Attila, Gömöry Zsolt               | 5:01  |

A "Szaga van" egyes motívumai rendkívüli egyezést mutatnak a Toto együttes "Stop Loving You" című számával.

## Közreműködtek
- Alapi István – szólógitár
- Donászy Tibor – dob, ütőhangszerek
- Gömöry Zsolt – billentyűs hangszerek
- Pataky Attila – ének
- Pethő Gábor – basszusgitár
- Rozgonyi Péter – hangmérnök
- Deák Tamás – borítóterv
- Szigeti Ferenc – zenei rendező

## Videóklipek
- Mi vagyunk a rock
- Szeretem a gyerekeket